# Blechnum organense
Blechnum organense là một loài dương xỉ trong họ Blechnaceae. Loài này được Brade mô tả khoa học đầu tiên năm 1935.